# Thaumatolpium caecum
Thaumatolpium caecum är en spindeldjursart som beskrevs av Beier 1964. Thaumatolpium caecum ingår i släktet Thaumatolpium och familjen Garypinidae. Inga underarter finns listade i Catalogue of Life.